# جایزه بزرگ بریتانیا ۱۹۶۲
جایزه بزرگ بریتانیا ۱۹۶۲ (انگلیسی: ‎1962 British Grand Prix‎) یک مسابقهٔ موتوری در رشتهٔ اتومبیل‌رانی فرمول یک بود که در تاریخ ۲۱ ژوئیهٔ ۱۹۶۲ در پیست اینتری واقع در اینتری، انگلستان برگزار شد. این گراند پری در میان ۹ گراند پری در فصل ۱۹۶۲، مسابقهٔ شمارهٔ ۵ بود.
در این مسابقه که در ۷۵ دور و به مسافت ۳۶۲٫۱۰۰ کیلومتر (۲۲۴٫۹۹۹ مایل) برگزار شد، پول پوزیشن توسط جیم کلارک کسب شد و سریع‌ترین زمان برای طی یک دور پیست که برابر با ۱:۵۵٫۰ بود نیز توسط جیم کلارک به ثبت رسید.
جیم کلارک از تیم لوتوس-کلیمکس، جان سرتیز از تیم لولا-کلیمکس و بروس مک‌لارن از تیم کوپر-کلیمکس به‌ترتیب مقام‌های اول تا سوم مسابقه را کسب کردند.

## رده‌بندی قهرمانی پس از مسابقه
|       | جایگاه | راننده      | امتیاز |
| ----- | ------ | ----------- | ------ |
|       | ۱      | گراهام هیل  | ۱۹     |
| ۲     | ۲      | جیم کلارک   | ۱۸     |
|       | ۳      | بروس مک‌لارن | ۱۶     |
| ۲     | ۴      | فیل هیل     | ۱۴     |
| ۲     | ۵      | جان سرتیز   | ۱۳     |
| منبع: |        |             |        |

|       | جایگاه | سازنده       | امتیاز |
| ----- | ------ | ------------ | ------ |
| ۲     | ۱      | لوتوس-کلیمکس | ۲۴     |
| ۱     | ۲      | بی‌آرام       | ۲۳     |
| ۱     | ۳      | کوپر-کلیمکس  | ۲۱     |
|       | ۴      | فراری        | ۱۴     |
| ۱     | ۵      | لولا-کلیمکس  | ۱۳     |
| منبع: |        |              |        |

یادداشت
- تنها پنج جایگاه نخست از هر رده‌بندی نمایش داده شده‌است.